# 450 (tal)
450 är det naturliga talet som följer 449 och som följs av 451.

## Inom vetenskapen
- 450 Brigitta, en asteroid.

## Inom matematiken
- 450 är ett jämnt tal.
- 450 är ett sammansatt tal.
- 450 är ett praktiskt tal.
- 450 är ett harshadtal.